# Chapelle Notre-Dame de Janville
La chapelle Notre-Dame est une chapelle catholique située à Paluel, en France. Elle est classée au titre des monuments historiques depuis 1943.

## Localisation
L'église est située à Paluel, commune du département français de la Seine-Maritime, dans le hameau de Janville.

## Historique
La chapelle est bâtie au XVe siècle-XVIe siècle. Une autre source évoque le XIIIe siècle comme lieu d'un premier sanctuaire. La nef et le clocher sont refaits au XVIe siècle.
Une légende est à l'origine de la création de l'édifice. Une statue de la Vierge y aurait été retrouvée et aurait retrouvé le site de sa découverte bien qu'ayant été déplacée dans l'église du village. Le lieu est le site d'un pèlerinage de la part des marins et de dépôt d'ex-votos.
L'édifice est confisqué sous la Révolution française mais la famille de Janvier procède à son acquisition.
L'édifice est classé au titre des monuments historiques par arrêté du 7 décembre 1943.

## Description
La chapelle est faite de grès et silex.
Elle possède une seule nef et un chevet plat. La couverture est en ardoise.